# 1068

## Události
- Zničena svatyně Svarožice-Radegasta v Pomořanské Retře.

## Narození
- ? – Jindřich I. Anglický, anglický král normandského původu († 1. prosince 1135)

## Hlavy států
- České knížectví – Vratislav II.
- Svatá říše římská – Jindřich IV.
  - Bavorské vévodství – Ota II.
- Papež – Alexandr II.
- Galicijské království – García I.
- Leonské království – Alfons VI. Statečný
- Kastilské království – Sancho II. Silný
- Navarrské království – Sancho IV.
- Aragonské království – Sancho Ramírez
- Barcelonské hrabství – Ramon Berenguer I. Starý
- Hrabství toulouské – Guillaume IV.
- Akvitánie – Guillaume VIII. (Gui-Geoffroi)
- Burgundské vévodství – Robert I. Starý
- Lotrinské vévodství – Gottfried III. Vousatý / Gerhard Alsaský
- Francouzské království – Filip I. Zamilovaný
- Skotské království – Malcolm III.
- Anglické království – Vilém I. Dobyvatel
- Dánské království – Sven II. Estridsen
- Norské království – Magnus II. Haraldsson + Olaf III. Mírný
- Švédské království – Halsten Stenkilsson
- Polské knížectví – Boleslav II. Smělý
- Uherské království – Šalamoun
- Chorvatské království – Petr IV. Krešimír
- Byzantská říše – Romanos IV. Diogenes a Michael VII. Dukas
- Kyjevská Rus – Izjaslav I. Jaroslavič – Všeslav I. Polocký